# Zombik szigete
A Zombik szigete (eredeti cím: Camp Lakebottom) 2013 és 2017 között futott kanadai televíziós flash animációs kalandsorozat, amelyet Eric Jacobson és Betsy McGowen alkotott.
Kanadában 2013. július 4-én a Teletoon mutatta be. Magyarországon pedig 2014. május 18-án  a Disney Channel mutatta be.

## Ismertető
McGee és legújabb barátai nyaralni mennek a híres Napsugártáborba, ám eltévednek és a Sötét-tó tábor felé veszik útjukat. Amint odaérnek, három rémisztő, de kedves táborvezető vár rájuk. Először el akarnak menekülni, majd rájönnek, hogy a tábor nem is olyan rossz, így ott maradnak.

## Epizódlista
| Évad | Évad | Epizódok | Eredeti sugárzás | Eredeti sugárzás   | Magyar sugárzás  | Magyar sugárzás  |
| Évad | Évad | Epizódok | Évadpremier      | Évadfinálé         | Évadpremier      | Évadfinálé       |
| ---- | ---- | -------- | ---------------- | ------------------ | ---------------- | ---------------- |
|      | 1    | 26       | 2013. július 4.  | 2014. október 30.  | 2014. május 18.  | 2015. július 28. |
|      | 2    | 27       | 2015. március 2. | 2016. december 23. | 2015. július 29. | TBA              |
|      | 3    | 24       | 2017. július 3.  | 2017. július 24.   | TBA              | TBA              |

## Szereplők
| Szereplő  | Eredeti hang    | Magyar hang                | Leírás                                             |
| --------- | --------------- | -------------------------- | -------------------------------------------------- |
| McGee     | Scott McCord    | Szalay Csongor             | Egy 12 éves fiú, aki nagyon talpraesett.           |
| Gretchen  | Melissa Altro   | Molnár Ilona (1. hang)     | McGee egyik bátor lány barátja, aki tud karatézni. |
| Gretchen  | Melissa Altro   | Andrádi Zsanett (2. hang)  | McGee egyik bátor lány barátja, aki tud karatézni. |
| Squirt    | Darren Frost    | Szvetlov Balázs (1. hang)  | Szintén McGee egyik dagi kedves fiú barátja.       |
| Squirt    | Darren Frost    | Seszták Szabolcs (2. hang) | Szintén McGee egyik dagi kedves fiú barátja.       |
| Sawyer    | Cliff Saunders  | Vida Péter                 | Ő az egyik táborvezető, aki zombi.                 |
| Armand    | Adrian Truss    | Kautzky Armand             | Egy ősember, aki az egyik táborvezető.             |
| Rosebud   | Jonathan Wilson | Halász Aranka              | Egy szigorú táborvezető.                           |
| Buttsquat | Carter Hayden   | Molnár Levente             | A Napsugártábor tulajdonosának undok gazdag fia.   |
| Suzi      | Bryn McAuley    | Dögei Éva                  | McGee kényes nővére.                               |